# チャールズ・グリッドレイ
チャールズ・ヴァーノン・グリッドレイ (Charles Vernon Gridley, 1844年11月24日 - 1898年6月5日 は、アメリカ合衆国の軍人、海軍士官。

## 生い立ち
グリッドレイは1844年11月24日にインディアナ州ローガンズポートで生まれる。祖先のトーマス・グリッドレイ（1612 - 1653）は1633年にイギリスからニューイングランドに移住してきた。

## 軍歴
グリッドレイは1860年に海軍士官学校に入学した。1863年9月に卒業し、スループのオナイダ (USS Oneida) に乗り組み、北軍による海上封鎖に参加した。1864年8月5日にはデヴィッド・ファラガット提督の指揮下モービル湾の海戦に参加した。
グリッドレイは1867年に中尉に昇進した。1871年から1875年まで、当時海軍で唯一五大湖を拠点とするフリゲートのミシガン (USS Michigan) にペンシルベニア州エリーで乗り組んだ。エリーでの任務の間に、彼は判事のジョン・P・ヴィンセントの娘と結婚し、3人の子供をもうけた。1882年には中佐に昇進した。続く30年間、世界各地で様々な任務に従事した。その中には海軍兵学校の教官の任務も含まれた。グリッドレイは大佐に昇進し、ジョージ・デューイ提督の旗艦として有名なオリンピア (USS Olympia, C-6) の艦長となる。1898年5月1日のマニラ湾海戦でデューイ提督は「きみの準備ができたら撃っていいぞ、グリッドレイ艦長」との有名な命令を下した。
スペイン艦隊を撃破、マニラを占領するとグリッドレイは健康問題のため艦の指揮を離れ、帰国途中日本の神戸で死去した。

## 栄誉
彼の栄誉を称え、アメリカ海軍は4隻の艦にその名を命名した。
- グリッドレイ (DD-92)：ウィックス級駆逐艦
- グリッドレイ (DD-380)：グリッドレイ級駆逐艦
- グリッドレイ (ミサイル巡洋艦)：リーヒ級ミサイル巡洋艦
- グリッドレイ (ミサイル駆逐艦)：アーレイ・バーク級ミサイル駆逐艦

ペンシルベニア州エリーの市民公園の中心にはグリッドレイの記念碑が建立されている。同公園はグリッドレイ・パークと名付けられた。記念碑の銘板は装甲巡洋艦メイン (USS Maine, ACR-1) からの金属板で作られている。

## 参照
1. ↑  Patrick McSherry, biography of Charles V. "Steve" Gridley